# Maria Magdalena Rabl
Maria Magdalena Rabl (* 1976 in München) ist eine deutsch- und englischsprachige Schauspielerin, Synchronsprecherin und Sängerin.

## Werdegang
Sie absolvierte ihre Schauspielausbildung an der London Academy of Music and Dramatic Art (LAMDA), die sie mit Diplom abschloss.
Ihr Bühnendebüt gab sie in London am Royal College of Music. Im deutschsprachigen Raum war sie mehrere Jahre Ensemblemitglied am Landestheater Niederbayern, wo sie unter anderem Minna in "Minna von Barnhelm", Sally Bowles in Cabaret und Eliza Doolittle in My Fair Lady verkörperte.
Sie ist regelmäßig in Film- und Fernsehproduktionen zu sehen und seit 2014 als Sprecherin tätig.
Ihr Gedichtband Das erzähl ich jetzt keinem erschien 2016 im Lichtung Verlag.
Maria Magdalena Rabl lebt in München.

## Filmografie (Auswahl)
- 2020: Tatort: Kehraus
- 2022: Dahoam is Dahoam (Fernsehserie, 2 Folgen)
- 2023: Die Chefin (Fernsehserie, Folge Die Konsequenz)
- 2024: Die Rosenheim Cops (Fernsehserie, Folge Ein unverhoffter Besuch)
- 2024: All In (Miniserie)
- 2025: Himmel, Herrgott, Sakrament (Fernsehserie, Folge Frei Sein)

## Theaterengagements (Auswahl)
- 2000 Kiss me, Kate, Royal College of Music, London
- 2000 City of Angels, MacOwen Theatre, London
- 2000 Ein Sommernachtstraum, MacOwen Theatre, London
- 2001 Lady Di – Diana, ein Lächeln verzaubert die Welt, Stracke Interworld Productions Tour
- 2001 Der Prozeß, The Cherub Company, London Riverside Studios
- 2002 Unter Freunden, Scharfrichterhaus, Passau
- 2003 Damensalon – eine Revue (nicht nur) über die Schönheit, Die Tonne, Reutlingen
- 2004 Gänsehaut – eine Kriminalrevue, Die Tonne, Reutlingen
- 2005 Tanzen in Deutschland, Theater Discounter, Berlin
- 2006 Mord im Pfarrhaus, Komödie am Altstadtmarkt, Braunschweig
- 2006 Dantons Tod, Landestheater Niederbayern
- 2007 Minna von Barnhelm, Landestheater Niederbayern
- 2007 Harry und Sally, Landestheater Niederbayern
- 2007 Der Leutnant von A., Landestheater Niederbayern
- 2007–2008 Der Brandner Kaspar, Landestheater Niederbayern
- 2008 Irma La Douce, Landestheater Niederbayern
- 2008 Dr. Medizinmann, Landestheater Niederbayern
- 2009 Cabaret, Landestheater Niederbayern
- 2009–11 My Fair Lady, Landestheater Niederbayern
- 2010 Im Weißen Rössl, Landestheater Niederbayern
- 2014 Carousel, Landestheater Niederbayern
- 2016 Bettleroper, Theater Viel Lärm Um Nichts
- 2016–17 Der Widerspenstigen Zähmung, Theater Viel Lärm Um Nichts
- 2018 Die Dreigroschenoper, Theater Reutlingen Die Tonne
- 2019 Snow In April/The Roman Spring of Mrs Stone, Theatre on Podol Kiew
- 2019–20 Ewig Jung, Theater Regensburg
- 2022 Dinner for One/Breakfast for Three, American Drama Group Europe